# Alex Cox
Alexander Cox (* 15. Dezember 1954 in Bebington, England) ist ein britischer Filmregisseur, Drehbuchautor, Autor und Schauspieler. Cox erarbeitete sich durch die Filme Repo Man und Sid und Nancy frühen Erfolg in seiner Karriere, konzentrierte sich nach dem kommerziellen Flop des Films  Walker allerdings auf Independent-Filme.

## Hintergrund
Cox gibt Luis Buñuel, Akira Kurosawa und die drei Western-Regisseure Sergio Leone, Sam Peckinpah und John Ford als Einflüsse für sein Wirken an. Er schrieb auch ein Buch über die Geschichte des Western-Genres mit dem Titel 10.000 Ways to Die. Nachdem er in den 1980ern an Filmen wie Repo Man und Walker arbeitete, gibt er an, seit Ende der Achtziger in Hollywood auf einer schwarzen Liste zu stehen und konzentriert sich seitdem auf das Produzieren von Independent-Filmen. Cox ist Atheist und politisch links. Viele seiner Filme behandeln ausdrücklich ein antikapitalistisches Thema. Er war ursprünglich als Regisseur für den Film Fear and Loathing in Las Vegas geplant, wurde aber nach Differenzen mit Hunter S. Thompson durch Terry Gilliam ersetzt. Im August 2009 verkündete Cox die Fertigstellung des Films Repo Chick, welcher einen Monat später bei den Internationalen Filmfestspielen von Venedig aufgeführt wurde, aber nicht in die Kinos kam. Sein Film davor Searchers 2.0 wurde ebenfalls nicht im Kino aufgeführt und wurde nur in Nordamerika und Japan auf DVD veröffentlicht.
Cox ist ein Fan der japanischen Godzilla-Filme und hatte 1998 einen Auftritt in einer BBC-Dokumentation, die sich um diese Filme drehte. Er war außerdem der Sprecher im Dokumentationsfilm Bringing Godzilla Down to Size und schrieb die Godzilla in Time-Comics für Dark Horse.

## Karriere

### Studium und Independent-Filme
Cox begann ein Studium der Rechtswissenschaften an der Oxford University, ging danach aber an die Bristol University um ein Radio, Film und TV Studium zu beginnen, welches er 1977 erfolgreich beendete. Danach ging er nach Los Angeles an die University of California. Hier produzierte er auch seinen ersten Film Edge City/Sleep is for Sissies, einen 40-minütigen Kurzfilm über einen Künstler und sein Ringen mit der Gesellschaft. Nach seinem Abschluss gründete er das Studio Edge City Productions mit der Intention Low-Budget Filme zu produzieren. Er schrieb das Drehbuch für Repo Man und hoffte den Film mit einem Budget von 70.000 $ produzieren zu können, für welches er Investoren suchte.

### Hollywood (1978–1987)
Michael Nesmith stimmte der Produktion von Repo Man zu und überzeugte die Universal Studios das Projekt mit über einer Million US-Dollar zu unterstützen. Während der Produktion wurde allerdings das Management ausgetauscht und es fehlte Vertrauen zu Alex Cox. Dadurch war die erste Kinoveröffentlichung auf Chicago und Los Angeles beschränkt.
Der Film bekam durch den Erfolg des Soundtrack-Albums aber viel Beachtung, wurde deshalb von einem New Yorker Kino nach seiner Videoveröffentlichung 18 Monate lang gespielt und erzielte noch ein Einspielergebnis von 4.000.000 $.
Durch seine Faszination für Punk-Musik verarbeitete er in seinem nächsten Film die Lebensgeschichte von Sid Vicious und seiner Freundin Nancy Spungen, welcher unter dem Titel Sid und Nancy erschien. Während der Produktion des Films begann er mit Joe Strummer, dem Sänger von The Clash, zusammenzuarbeiten, welcher auch bei seinen nächsten zwei Filmen mitarbeitete.
Durch sein Interesse an Nicaragua und Sandinistas (sowohl Repo Man als auch Edge City machten Referenzen zu Nicaragua und/oder der Latein-Amerikanischen Revolution) wollte er 1985 einen Konzertfilm in Nicaragua mit The Clash, The Pogues und Elvis Costello drehen. Aus Ermangelung an Investoren für dieses Projekt schrieb er dann allerdings ein Drehbuch für einen Film, in dem sie alle mitspielten, mit dem Titel Straight to Hell. Er verstand den Film als eine Parodie des Italowesterns. Im Juni 2012 schrieb Cox einen Artikel in der New York Times über sein Interesse an diesem Genre.
Für sein nächstes Projekt Walker schrieb Rudy Wurlitzer das Drehbuch, welches sich am Leben von William Walker orientierte und die Universal Studios unterstützten das Projekt mit 6.000.000 $. Das Endprodukt war dem Studio allerdings zu gewalttätig und politisch, weshalb der Film ohne Werbung veröffentlicht und zu einem kommerziellen Flop wurde. Trotzdem denken Cox und einige Kritiker, dass Walker sein bisher bester Film ist.

### Mexiko (1988–1996)
Unter anderem durch den Flop von Walker fand Cox in Hollywood keine Arbeit mehr, deshalb wurde sein nächstes Projekt El Patrullero von japanischen Investoren finanziert. Der Film wurde in Mexiko gedreht und 1991 veröffentlicht.
Kurz nach diesem Projekt bekam er von der BBC die Möglichkeit eine Jorge Luis Borges Geschichte seiner Wahl zu adaptieren. Er wählte Death and the Compass und drehte den Film in Mexiko-Stadt. Der 55-minütige Film wurde 1992 bei BBC ausgestrahlt. Cox wollte den Film auf Spielfilmlänge ausdehnen, doch die BBC war daran nicht interessiert. Er bekam von japanischen Investoren noch 100.000 $ um den Film auszudehnen, aber das Drehen des Filmes verbrauchte das gesamte Budget, weshalb nichts mehr für die Post-Produktion übrigblieb. Cox drehte deshalb den Film The Winner um die Fertigstellung des Films bezahlen zu können. Die 82-minütige Fassung von Death and the Compass kam 1996 in einzelne US-Kinos.

### Liverpool (1997–2006)
1996 beauftragte Stephen Nemeth Alex Cox eine Filmadaption von Hunter S. Thompson’s Fear and Loathing in Las Vegas zu erstellen. Doch nach künstlerischen Differenzen verließ er das Projekt und Terry Gilliam übernahm seinen Posten. 1997 bekam Cox durch den niederländischen Produzenten Wim Kayzer die Möglichkeit eine weitere Kino- und TV-Produktion zu drehen: Three Businessmen. Cox wollte anfangs wieder in Mexico drehen, verlagerte die Story danach aber nach Liverpool, Rotterdam, Tokio und Almería. Der Film wurde mit einem Budget von 250.000 $ gedreht und wurde nicht in US-Kinos veröffentlicht. Cox zog zurück nach Liverpool und schrieb dort gemeinsam mit Frank Cottrell Boyce das Drehbuch für den Film The Revenger’s Tragedy welches auf einem jakobianischen Bühnenstück basierte. Der Soundtrack wurde von Chumbawamba geschrieben. Danach leitete er noch einen 30-minütigen Kurzfilm in Liverpool für die BBC mit dem Namen I’m a Juvenile Delinquent – Jail Me!. Der Film verspottete Reality-TV und die Kleinkriminalität in Liverpool.

### Heute
2007 veröffentlichte Cox das Roadmovie Searchers 2.0, welcher weder in Europa noch in den USA in den Kinos aufgeführt wurde. Das Arbeiten mit einer kleineren Crew und weniger Restriktionen beschrieb Cox aber als energetisierend. Mitte der 1990er wollte Cox schon einen Nachfolger für Repo Man mit dem Titel Waldo’s Hawaiian Holiday drehen, das Projekt scheiterte jedoch und das Drehbuch wurde zu einer Graphic Novel umgeschrieben. Er schrieb und drehte nun einen neuen Nachfolger namens Repo Chick welcher am 9. September bei den Internationalen Filmfestspielen von Venedig aufgeführt wurde.
Seit 2012 unterrichtet Cox an der University of Colorado Boulder Filmproduktion und das Schreiben von Drehbüchern.
2013 veröffentlichte er das Buch The President and the Provocateur und 2014 veröffentlichte er den Film Bill the Galactic Hero.

## Filmografie (Auswahl)
- 1980: Sleep is for Sissies
- 1984: Repo Man
- 1986: Sid und Nancy
- 1987: Straight to Hell
- 1987: Walker
- 1992: El Patrullero (Highway Patrolman)
- 1996: The Winner
- 1996: Death and the Compass
- 1998: Three Businessmen
- 1999: Kurosawa: The Last Emperor
- 2000: Emmanuelle: A Hard Look
- 2002: Revengers Tragedy
- 2002: Mike Hama Must Die!
- 2003: I’m a Juvenile Delinquent – Jail Me!
- 2007: Bringing Godzilla Down to Size
- 2007: Searchers 2.0
- 2009: Repo Chick
- 2014: Bill the Galactic Hero

## Bücher
- 10,000 Ways to Die (2008)
- X Films: True Confessions of a Radical Filmmaker (2008)
- Waldo’s Hawaiian Holiday (2008)
- Three Dead Princes (Illustrator) (2010)
- The President and the Provocateur: The Parallel Lives of JFK and Lee Harvey Oswald (2013)